# Бауман, Андрей Леонидович
Андрей Леонидович Бауман (род. 1976, Ленинград) — русский поэт.
Окончил философский факультет Санкт-Петербургского государственного университета. Работал научным и литературным редактором, библиографом, корректором, верстальщиком-дизайнером, кино- и музыкальным критиком.
Стихи публиковались в журналах «Новый мир», «Урал», «Нева», «Дружба народов» и др.
Лауреат премии «Дебют» (2011).
Член редакционной коллегии журнала поэзии «Плавучий мост».

## К характеристике творчества
Поэзия Андрея Баумана достаточно «непроста» и «архаична»; она принадлежит христианской традиции — и одновременно учитывает катастрофический опыт XX века, посильно развивая целановскую линию в литературе.
Как пишет Владимир Гандельсман, «путь [Баумана] лежит через Хлебникова к Державину, Ломоносову и дальше — к старославянским и древнегреческим образцам. /…/ Знание трудов христианских богословов, греческой патристики замечательно обогащает мысль и поэтику А. Баумана». Среди достоинств его поэтических текстов, по Гандельсману, — «верность традиции, в том числе традиции гражданской поэзии, содержательное новаторство, произрастающая плотность слова».
Дмитрий Кузьмин находит тексты Баумана вторичными и имитирующими. По мнению Кузьмина, автор лишь воспроизводит — и не лучшим образом — то А. С. Пушкина, то «Расула Гамзатова и прочий поминальный тренд позднесоветской поэзии», то И. Иртеньева и Т. Кибирова, etc. Среди обвинений, которые Кузьмин предъявляет Бауману, — «несамостоятельность мысли и корявость формы, /…/ неподлинность и неискренность». Вадим Месяц считает аргументацию и выводы Кузьмина безосновательными — и предполагает, что они вызваны причинами, лежащими вне текстов Баумана.
В своей оценке творчества Баумана — Месяц противоположен Кузьмину. «Один из немногих, Андрей Бауман производит впечатление поэта, который знает, что хочет сказать. /…/ Ищет доступный язык для областей недоступных, возводит цитадель посреди мира мнимых величин и „растерянных симулякров“», — пишет он. На правах члена жюри «Дебюта»-2011 Месяц отметил, что премию присудили Бауману «за верность традиции, смелость классического выбора».
Ещё один отклик на статью Кузьмина написал Кирилл Анкудинов; от Анкудинова «досталось» и Кузьмину, и Бауману, и Ксении Чарыевой (о которой Кузьмин отозвался положительно в той же статье, где критиковал Баумана). «Поэтика Баумана вторична, но крепка, добротна», — пишет Анкудинов.
Константин Кравцов считает, что сила поэзии Баумана именно в следовании Традиции, а обвинения во вторичности несостоятельны. По его мнению, «Тысячелетник» — это вызов и сегодняшнему «литературному процессу», и обществу потребления («городу и миру товаров разового пользования», в формулировке Кравцова). «[Следует] извлечь хорошо забытое старое из-под глыб претендующего на нечто новое мусора. /…/ голос подлинного поэта всегда не только его голос, но и голос всех поэтов его языка. /…/ В пришедшем на смену „железному“ пластиковом веке он [Бауман] едва ли будет принят за своего даже „профессиональным сообществом“: слишком нестандартен даже для „архаиста“. /…/ Тем не менее система, бывает, даёт сбои — и премию „Дебют“ присуждают именно Андрею Бауману», — пишет Кравцов.
Александр Уланов — критикуя общие эстетические установки журнала «Гвидеон» — цитирует стихотворение Баумана «Дерево», считая его примером «высокопарного пустословия». Стихотворение «Дед Мороз», по мнению Уланова, — не более чем «слезливая история».
«Блестящ или не блестящ результат в каждом конкретном случае, но Бауман справился с труднейшей задачей: мы видим не „стихи о Родине“ как заздравный жанр, а стихи о Родине», — пишет Марианна Ионова в рецензии на книгу «Тысячелетник». Сдержанно положительный отзыв, где подмечен ряд особенностей поэтики автора, о текстах Баумана написал Кирилл Корчагин.

## Книги
- Тысячелетник. Стихотворения. — М.: Русский Гулливер; Центр современной литературы, 2012. — 196 с. — (Поэтическая серия «Русского Гулливера»). — ISBN 978-5-91627-087-7.